# Ferritstabantenne
Als Ferritstabantenne oder Ferritantenne (englisch Loopstick antenna) bezeichnet man eine Magnetantenne, bei der eine Spule aus isoliertem Schaltdraht oder Hochfrequenzlitze auf einem Ferritstab aufgebracht ist. Die Antenne eignet sich für den Empfang von Längst-, Lang-, Mittelwellen oder gegebenenfalls auch Kurzwellen und für Sonderanwendungen in der Telekommunikation gelegentlich auch von Ultrakurzwellen.

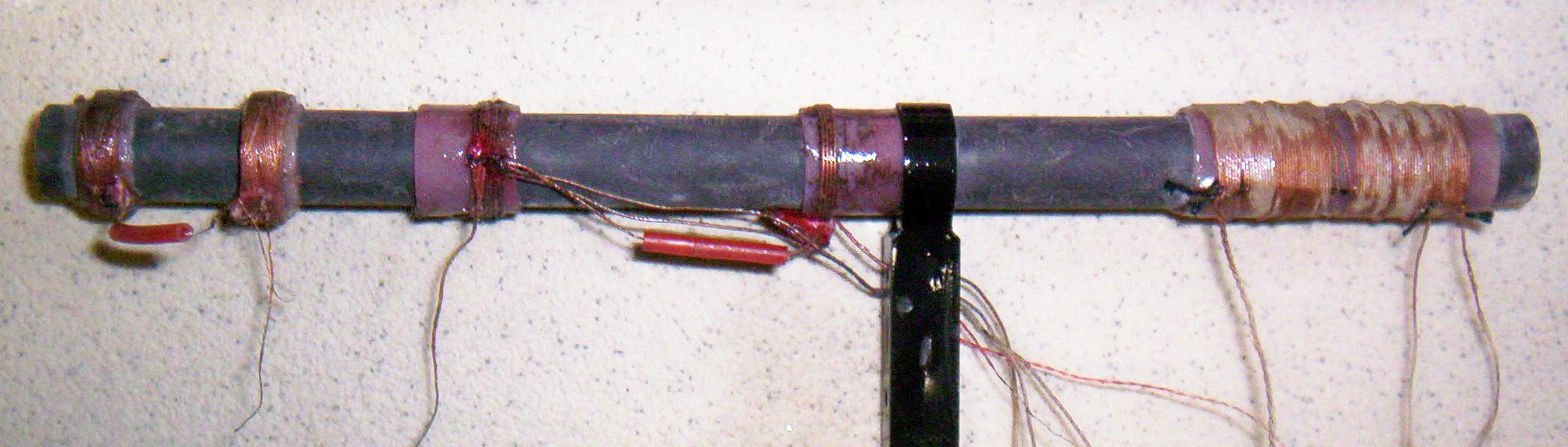
Ferritantenne mit Spulensatz für Lang-, Mittel- und Kurzwelle, Länge 160 mm

## Aufbau und Beschaltung
Die Spule bildet mit einem parallel geschalteten Kondensator einen Schwingkreis, der auf das Sendesignal abgestimmt bzw. in Resonanz gebracht wird. Zum werksseitigen Grundabgleich wird die Spule auf dem Ferritkern verschoben und abschließend mit Klebstoff fixiert.
Der Hochfrequenz-Verstärkereingang des Rundfunkgerätes kann direkt an diesem Schwingkreis angeschlossen sein, oder er ist über eine weitere Spule auf dem Ferritstab induktiv angekoppelt; letztere Lösung ist bei niederohmigen Verstärkereingängen vorteilhaft.
Bei einem Rückkopplungsaudion (Empfangsprinzip einfacher Röhrenradios) kann zusätzlich eine Spule für die Rückkopplung auf dem Ferritstab angebracht sein.
Ein Ferritstab kann bei entsprechender Länge auch mehrere Schwingspulen für verschiedene Empfangsbänder tragen (Lang-, Mittel- und Kurzwelle, vgl. Abb.).

## Material
Ferritantennen bestehen aus Ferriten, deren Zusammensetzung je nach Empfangsfrequenz anders gewählt werden muss:
- mit Mangan-Zink-Ferriten werden Frequenzen bis etwa 2 MHz erzielt,
- mit Nickel-Zink-Ferriten bis in den zweistelligen MHz-Bereich.

Materialien für höhere Frequenzen haben in der Regel eine geringere Permeabilitätszahl.
Die Spulen auf Ferritantennen werden aus Kupferlackdraht oder Hochfrequenzlitze gefertigt. Letztere ist nur bei mittleren Frequenzen sinnvoll (Lang- und Mittelwelle).

## Eigenschaften
Ferritantennen haben eine Polarisations- und Richtwirkung:
- zeigt das Ende eines Ferritstabes zum Sender, so ist die Empfangsfeldstärke minimal.
- bildet der Ferritstab mit der Richtung zum Sender und zum vertikalen Sendemast einen Winkel von 90 Grad, so ist die Feldstärke maximal, weil die magnetischen Feldlinien den Sendemast als waagerechte Ringe verlassen.

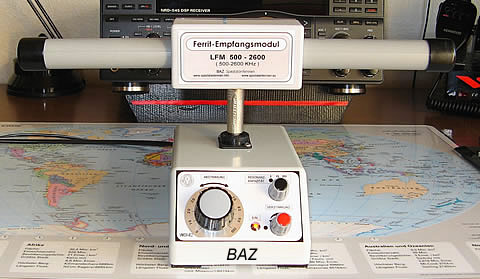
Drehbare Ferritantenne (Tischgerät), abstimmbar von 500 kHz bis 2,6 MHz, mit eingebautem Vorverstärker

Dieser Effekt wird auch zur Funkpeilung mit Peilempfängern genutzt (Minimumpeilen), allerdings ist hierfür Kreuzpeilung nötig (zwei Peilungen von unterschiedlichen Orten aus), um festzustellen, welches Ende der Ferritantenne zum Sender zeigt.
Ferritantennen werden oft fest in den Empfänger eingebaut, so dass man für einen optimalen Empfang zuweilen das gesamte Gerät drehen muss. Weil Röhrenradios für die Wohnung früher zu groß und zu schwer waren, um diese für jeden Sender anders hinzudrehen, hatten diese oft eine manuelle Drehvorrichtung für die eingebaute Ferritantenne.
Ferritstabantennen lösten weitgehend die zuvor üblichen Rahmenantennen ab, weil sie bei vergleichbaren Empfangsleistungen nur etwa 1/20 des Raumbedarfes beanspruchen.

## Anwendung
Ferritantennen werden vor allem für den Empfang von Funkwellen verwendet und sind bei Frequenzen unter 8 MHz (also Langwellen-, Mittelwellen- und ein Teil des Kurzwellen-Bereiches) eine sehr gute Lösung, da sie aufgrund ihrer Richtungsempfindlichkeit, der ausschließlichen Aufnahme magnetischer Felder und der Frequenz-Selektivität viele Störsignale weniger stark aufnehmen als Draht- oder Stabantennen. Auch können sie problemlos innerhalb des Geräte-Gehäuses untergebracht werden – dieses muss hierzu jedoch aus Material bestehen, welches die Hochfrequenzwellen gut durchlässt (z. B. Holz oder Kunststoff).
Heute werden Ferritantennen in den meisten Radios – außer Autoradios – für den Empfang von Lang- und Mittelwellen verwendet. Außerdem findet man sie in Funkuhren und RFID-Systemen. Ein weiteres Anwendungsgebiet sind professionelle Pagersysteme (Funkrufempfänger, z. B. Feuerwehr), die auf UKW-Frequenzen arbeiten und die Anwendung besonders kleiner Antennen erfordern. Ferritantennen eignen sich auch sehr gut für Anwendungen im Lang- und Längstwellenbereich wie zum Empfang von Wetter- und geophysikalischen Sferics (auch Atmosphärische Impulsstrahlung genannt) und Schumann-Resonanzen.
Aufgrund ihrer kleinen Abmessungen und Drahtquerschnitte sowie aufgrund der Hystereseverluste des Ferritmaterials haben Ferritantennen einen schlechteren Wirkungsgrad als Rahmen-Antennen und sind deshalb als Sendeantennen nur bedingt und nur für kleine Sendeleistungen geeignet.